# Sam Rivers
Samuel Robert Rivers, född 2 september 1977 i Jacksonville, Florida, är en amerikansk basist och en av grundarna till bandet Limp Bizkit. Han är kusin till trummisen i samma band, John Otto.
Han vann Best Bass Player vid Gibson Awards år 2000.